# Sceptonia
Sceptonia is een geslacht van muggen uit de familie van de paddenstoelmuggen (Mycetophilidae). De wetenschappelijke naam van het geslacht is voor het eerst geldig gepubliceerd in 1863 door Johannes Winnertz. De eerste soort die hij beschreef in die publicatie was Sceptonia nigra, eerder door Johann Wilhelm Meigen in 1804 beschreven onder de naam Mycetophila nigra; daarnaast beschreef hij nog een nieuwe soort, Sceptonia concolor.

## Soorten[2]
- S. autumnalis
- S. autumnals Garrett, 1925
- S. bicolorata
- S. collaris
- S. concolor Winnertz, 1863
- S. costata (van der Wulp, 1859)
- S. cryptocauda Chandler, 1991
- S. curvisetosa
- S. demeijerei Bechev, 1997
- S. euloma
- S. flavipuncta Edwards, 1925
- S. fumipes Edwards, 1925
- S. fuscipalpis Edwards, 1925
- S. hamata Sevcik, 2004
- S. humerella Edwards, 1925
- S. intestata Plassmann & Schacht, 1990
- S. javanica
- S. johannseni
- S. laxa
- S. longicornis
- S. longiseta Sevcik, 2004
- S. longisetosa
- S. membranacea Edwards, 1925
- S. membrancea
- S. nigra (Meigen, 1804)
- S. ornatifemora
- S. ornatithorax
- S. palaguensis
- S. pappi
- S. pilosa Bukowski, 1934
- S. pughi Chandler, 1991
- S. regni Chandler, 1991
- S. sinica
- S. tenuis Edwards, 1925
- S. thaya Sevcik, 2004
- S. usambarensis